# Peperomia verticillata
Peperomia verticillata là một loài thực vật có hoa trong họ Hồ tiêu. Loài này được (L.) A. Dietr. miêu tả khoa học đầu tiên năm 1831.